# L'imperi de les formigues
L'imperi de les formigues (títol original: Empire of the Ants) és una pel·lícula fantàstica estatunidenca dirigida per Bert I. Gordon, estrenada el 1977. Ha estat doblada al català.

## Argument
L'agent immobiliari Marilyn Fryser busca vendre un terreny pantanós i organitza una expedició a través de la jungla amb compradors potencials. Els dos conductors dels bulldozers enviats per netejar el terreny cauen sobre barrils de residus tòxics, als quals formigues voladores venen a berenar. Aquestes s'engreixen ràpidament com felins salvatges i ataquen l'equip.

## Repartiment
- Joan Collins: Marilyn Fryser
- Robert Lansing: Dan Stokely
- John David Carson: Joe Morrison
- Albert Salmi: Xèrif Art Kincade
- Jacqueline Scott: Margaret Ellis
- Pamela Susan Shoop: Coreen Bradford
- Robert Pine: Larry Graham
- Edward Power: Charlie Pearson
- Brooke Palance: Christine Graham
- Tom Fadden: Sam Russell
- Irene Tedrow: Velma Thompson
- Harry Holcombe: Harry Thompson
- Jack Kosslyn: Thomas Lawson
- Ilse Earl: Mary Lawson

## Nominacions
- 1978: Joan Collins nominada als Saturn Awards com la millor actriu.
- 1982: nominada al Fantasporto en la categoria de millor film.